# Имена в граните
Имена́ в грани́те (эст. Nimed marmortahvlil) — эстонско-финская историческая драма режиссёра Эльмо Нюганена с участием Прийта Вийгемаста, Индрека Саммула и Хэлэ Кире.
В основу замысла фильма положена одноимённая трилогия, написанная Альбертом Кивикасом в 1936 году о войне за независимость Эстонии в 1918—1920 годах и основанная на собственном опыте автора, который в 1918 году оставил учёбу в коммерческом училище г. Тарту и добровольцем пошёл защищать независимость Эстонии от большевиков. В качестве прототипов героев выступили реальные боевые побратимы Альберта Кивикаса.
В 2003 году фильм стал номинантом «Золотого дельфина» международного кинофестиваля «Festroia — Troia» (Португалия) и был включён Немецким издательским домом в перечень «100 наиболее увлекательных кинофильмов мира».

## Сюжет
14-месячная история группы гимназистов, которые 31 января 1919 года участвовали в легендарном бою за важный железнодорожный узел Валга (известен как бой за хутор Паю). Это история о формировании сознания и характера, чувств и героизма молодых людей, которые, в первую очередь, стремились исполнить свою обязанность перед родиной.
Действие фильма начинается в мае 1918 года во времена оккупации Эстонской республики Германской империей. В то время, как власть находится в процессе принятия решения о создании Балтийского герцогства, несколько гимназистов коммерческого училища г. Тарту пробираются на городскую ратушу и устанавливают флаг Эстонской республики. Антс Ахас предлагает своему младшему брату, Хэнну, остановить часы, и удивлённая толпа на площади видит, что время будто остановилось, а под часами развевается новый флаг.
После поражения Германии в Первой мировой войне Советская Россия напала на молодую Эстонскую республику. Всеобщая мобилизация в стране провалилась. В училище Кяспер сообщает ученикам о том, что другие их ровесники уже записались в добровольцы. Все одноклассники, кроме одного, соглашаются пойти на фронт. Позже в тот же день на площади Хэнн случайно сталкивается с красивой девушкой, которая сразу западает ему в душу.
Дома Хэнн получает письмо от своего брата, в котором тот сообщает, что заедет к родителям и советует парню не высовываться из города, пока всё не успокоится.
На следующее утро Хэнн видит на высоком дымоходе красное знамя, а впоследствии едва убегает от патруля. Оказывается, эстонские войска сдали город без боя. Вместе с капитаном эстонских войск и начальником батальона финских добровольцев и уже знакомой девушкой, Мартой, парню удаётся убежать от тартуской бригады милиции, которая взяла в руки власть в городе до прихода Красной Армии. В лесу неподалёку от родного хутора он встречает Антса, который сообщает, что идёт на войну, но просит брата не идти на фронт, чтобы не огорчать родителей. Хэнн очень рад видеть Антса, но тот отвечает, что у него нет времени пожаловать домой.
В январе 1919 года восемь ребят-гимназистов в составе второго добровольческого отряда присоединяются к Южному фронту войны за независимость Эстонии. Испугавшись первого боевого задания, гимназисты ведут себя беспорядочно. Хэнн признаётся, что это он первый начал убегать, после чего друзья договариваются больше никогда не отступать. Во время обзора батальона начальник отряда Кяспер просит командира батальона поставить их на стражу.
Ночью гимназисты-охранники успешно выдерживают атаку врагов и при помощи вовремя подоспевшего подкрепления занимают древнее имение. Хозяин имения рассказывает Хэнну, где можно увидеть Марту. Парень спешит увидеться с ней, и они проводят ночь, разглядывая старые фотокарточки, после чего засыпают в объятиях друг друга.
Утром Хэнн обнаруживает, что власть вокруг перешла в руки красных. Парня принимают за латышского стрелка, из-за чего он остаётся в живых. Среди жертв ночного побоища Хэнн видит Консапа. Защищая Марту, Хэнн убивает красного командира. Спасаясь от погони, Хэнн и Марта пытаются пересечь замёрзшую реку, где попадают под огонь со стороны своих. Расставшись на поле боя, Хэнн не знает о дальнейшей судьбе девушки.
На следующее утро Кяспер, вернувшись из разведывательной вылазки, с радостью сообщает, что командир батальона собирает разбежавшихся по домам добровольцев, а эстонские войска по всему фронту переходят в наступление на Тарту. Марту видели живой-здоровой. Оставшись наедине с Хэнном, Кяспер также рассказывает, что ночью в лесу неизвестными был убит капитан. Подозревая, что в лесу прячутся красные партизаны, командир чувствует, что ведёт гимназистов на верную гибель. Во время дальнейшей перестрелки с латышскими стрелками погибают Мильян и Мугур. Когда у оставшихся почти не оставалось шансов удержаться, на помощь эстонцам подоспевают финские добровольцы.
Четырёх юношей, которые остались в строю, командир батальона награждает лентами цветов эстонского флага и приглашает отвезти их домой на бронепоезде. Хэнн встречается с Мартой, которая записалась на фронт медсестрой. Вместе все празднуют победу, когда видят, как к санитарному вагону заносят раненного в бою Кохлапуу, который с самого начала выступал против любых военных действий. Тяэгер отдаёт ему свою ленту, и ребята вместе поют боевую патриотическую песню в то время, как поезд трогается.
Но на железнодорожном полотне их ожидает засада. Среди красных бойцов Хэнн встречает своего брата. От выстрелов ружей и пулемётов погибают Мартинсон, Тяэгер и Кяспер. Антс тоже среди убитых в столкновении. В санитарном вагоне рядом из Кохлапуу после победы, которая далась дорогой ценой, остаются лишь Хэнн с Мартой.
В конце фильма учащиеся Тарту возвращаются к своим привычным занятиям. Один из младших учеников заходит в пустую классную комнату, на доске в которой сохранились фамилии погибших гимназистов — тех, которые пошли до последнего, чтобы защитить свою родину в освободительной войне, которая закончилась в 1920 году образованием суверенной Эстонской республики, которая мирно просуществовала до 1940 года, когда её без единого выстрела вновь оккупировал Советский Союз.

## В главных ролях
| в ролях         |  | Персонаж                        |
| --------------- |  | ------------------------------- |
| Прийт Вийгемаст |  | Хэнн Ахас                       |
| Индрек Саммул   |  | Антс Ахас                       |
| Хэлэ Кире       |  | Марта                           |
| Ало Корвэ       |  | Кяспер                          |
| Отт Аардам      |  | Кохлапуу                        |
| Кароль Кунтсел  |  | Мартінсон                       |
| Анти Рейнтал    |  | Тяэгер                          |
| Отт Сэпп        |  | Мугур                           |
| Март Тооме      |  | Мильян                          |
| Арго Адли       |  | Консап                          |
| Берт Раудсеп    |  | Кяэмер                          |
| Ян Тяттэ        |  | Капитан (Оскар Эллер)           |
| Ханнес Кальюярв |  | начальник милиции               |
| Петер Францен   |  | Суло А. Каллио (финский офицер) |
| Гуидо Кангур    |  | дядя Карл                       |
| Мартин Вейнманн |  | Комбат (Карл Эйнбуд)            |